# Municipio de Tlaltenango
El municipio de Tlaltenango (del nahuatl: tlalli, tenamitl, co ‘tierra, muro, en’‘En los muros de tierra’) es uno de los 217 municipios que conforman al estado mexicano de Puebla. Fue fundado en 1527 y su cabecera es la ciudad de Tlaltenango. El municipio es parte de la Zona Metropolitana de Puebla-Tlaxcala.

## Historia
Grupos Chichimecas, nahuas y acolhuas habitaron la región y a ello se debe la fundación de este pueblo que a la llegada de los españoles sufrió las consecuencias de la conquista. En 1750 formó parte de la jurisdicción eclesiástica de Cholula.
Perteneció en el siglo XIX al antiguo distrito de Cholula, y 1895 es constituido en municipio libre.

## Geografía
El municipio se encuentra a una altitud promedio de 2200 m s. n. m. y abarca un área de 20.88 km². Colinda al norte con el estado de Tlaxcala, al oeste con el municipio de Huejotzingo, al sur con el municipio de Juan C. Bonilla y al este con San Miguel Xoxtla.

## Demografía
De acuerdo al último censo, realizado por el INEGI en 2010, en el municipio hay una población total de 6269 habitantes, lo que le da una densidad de población aproximada de 300 habitantes por kilómetro cuadrado.